# Île Oleni
L'île Oleni (en russe : Олений остров, Oleni Ostrov) est une île russe de la mer de Kara située à 1,8 kilomètre du continent au nord de la péninsule de Gydan, dans le district autonome de Iamalo-Nénétsie, en Sibérie de l'Ouest. L'île Oleni est recouverte par la toundra et les marécages ; elle mesure 53 km de longueur, 27 km de largeur en moyenne et a une superficie de 1 197 km2.  
La mer entourant l'île Oleni est recouverte en hiver par la banquise et ceci jusqu'à neuf mois par an de telle sorte que l'île est souvent reliée à la péninsule d'Oleni (elle-même située à l'extrémité nord-est de la péninsule de Gydan). Le bras de mer qui sépare l'île du continent est le détroit d'Oleni, large d'environ 2 km.
L'île Oleni fait partie de la réserve naturelle du Grand Arctique, la plus grande réserve naturelle de Russie .
Cette île ne doit pas être confondue avec d'autres « îles Oleni », l'une d'elles est située dans la mer de Kara et fait partie des îles Plavnikovyie, les autres se trouvent dans la mer de Barents et dans la mer Blanche.